# Lichaamslengte
De lichaamslengte is een biometrisch kenmerk. Bij mensen wordt de lengte van een staand persoon vaak gemeten van de grond tot het topje van de kruin. Bij gedomesticeerde dieren wordt voor het aangeven van de lichaamslengte doorgaans de schofthoogte gebruikt. Bij de meeste andere dieren wordt de totale lichaamslengte gemeten.

## Feiten

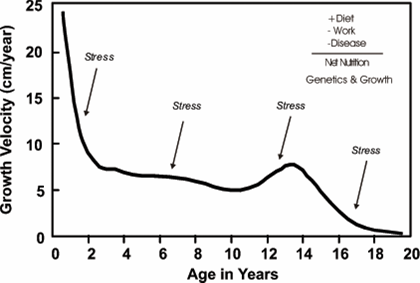
De groei van het menselijk lichaam onder optimale omstandigheden

De studie van lichaamslengte staat bekend als auxologie. Het menselijk lichaam groeit het hardst gedurende het 1e en 2e levensjaar en tijdens de puberteit. Vrouwen bereiken hun definitieve lichaamslengte eerder dan mannen, doordat bij vrouwen de groeischijven eerder gesloten zijn. Bij het ouder worden neemt de lichaamslengte vrijwel altijd vroeg of laat af. Bij sommige bevolkingsgroepen kan dit al op middelbare leeftijd beginnen, waarbij zaken als milieu en gezondheid een grote rol spelen. De krimp bij het ouder worden wordt veroorzaakt door het afnemen in dikte van de tussenwervelschijven, die weer het gevolg is van zaken als desiccatie en atrofie van de zachte weefsels.
Het menselijk lichaam is aan het einde van de dag een fractie korter dan aan het begin. Dit lengteverschil is te wijten aan de tussenwervelschijven. Deze schijven bestaan uit soepel kraakbeen tussen de wervels van de wervelkolom. Zo'n 25% van de lengte van de ruggengraat bestaat uit deze schijven. Aan het einde van een dag is de veerkracht van de schijven verminderd en zijn de schijven dunner geworden. Dit resulteert in een lengtevermindering van het lichaam. Tijdens de slaap kunnen de tussenwervelschijven vervolgens weer ontspannen en uitrekken. Ongeveer 5 uur na het opstaan is het lichaam tot zijn minimale lengte gekrompen.

## Feiten en statistieken

### Gemiddelde lichaamslengte

#### Nederland
Volgens een onderzoek van het CBS uit 1999 was de volwassen inwoner van 20 jaar of ouder van Nederland toen gemiddeld 173,7 cm lang. Volwassen mannen van 20 jaar of ouder waren gemiddeld 180,3;cm (mannen rond de 20 zijn nog 3 tot 4 centimeter langer) en volwassen vrouwen van 20 jaar of ouder waren gemiddeld 167,3 cm lang. Anno 2019 was dit gemiddelde 174,2 cm, waarbij mannen gemiddeld 180,8 cm en vrouwen gemiddeld 167,7 cm lang zijn. Hogeropgeleiden bleken gemiddeld langer dan lageropgeleiden. Het verschil tussen het laagste en hoogste opleidingsniveau was bijna 7 cm. Een causaal verband tussen lichaamslengte en opleidingsniveau is nooit aangetoond, waarschijnlijk spelen verschillen in levensstijl en genetische verschillen een substantiële rol.

#### Wereldwijd

##### Historisch

Evolutie van de gemiddelde globale lichaamslengte per geboortejaar

Jaarlijkse verandering van de vrouwelijke lichaamslengte per geboortejaar

Jaarlijkse verandering van de mannelijke lichaamslengte per geboortejaar

In de meeste landen van Europa en Azië is de gemiddelde lichaamslengte gedurende de hele 20e eeuw toegenomen, dit als gevolg van een over het algemeen gezonder leefpatroon en een betere gezondheidszorg. Brits onderzoek over de periode 1900 tot 2022 in Biology Letters bevestigde de seksuele dimorfie bij de mens: mannen zouden de afgelopen eeuw meer dan twee keer zo hard zijn gegroeid als vrouwen, niet alleen in lengte maar ook in gewicht. In Nederland voert het TNO vijfjaarlijkse landelijke groeistudies. 
In de Verenigde Staten, waar de lichaamslengte in de 19e eeuw relatief zeer groot was, is de lichaamslengte sinds de jaren 50 van de 20e eeuw gestagneerd. In het midden van de 19e eeuw was de lichaamslengte als volgt verdeeld:
| Land              | Lichaamslengte in cm |
| ----------------- | -------------------- |
| Australië         | 172                  |
| Verenigde Staten  | 171                  |
| Noorwegen         | 169                  |
| Ierland           | 168                  |
| Schotland         | 168                  |
| Zweden            | 168                  |
| Bohemen           | 167                  |
| Neder-Oostenrijk  | 167                  |
| Moravië           | 166                  |
| Engeland en Wales | 166                  |
| Frankrijk         | 165                  |
| Rusland           | 165                  |
| Duitsland         | 164                  |
| Nederland         | 164                  |
| Spanje            | 162                  |
| Italië            | 161                  |
| Japan             | 155                  |

##### Hedendaags

Gemiddelde lichaamslengte van vrouwen (1996)

Gemiddelde lichaamslengte van mannen (1996)

| Land                | Lichaamslengte in cm | Lichaamslengte in cm | Leeftijd                         |
| Land                | Mannen               | Vrouwen              | Leeftijd                         |
| ------------------- | -------------------- | -------------------- | -------------------------------- |
| Australië           | 178,4                | 164,9                | 18 - 24 jaar                     |
| België              | 180,4                | 164,6                | 20 jaar                          |
| Canada              | 176,0                | 163,0                | 18 - 24 jaar                     |
| Denemarken          | 182,1                | 168,2                |                                  |
| Duitsland           | 178,9                | 165,0                | volwassenen                      |
| Duitsland           | 179,8                | 166,0                | volwassenen                      |
| Duitsland           | 181,3                | 168,0                | 18 - 25 jaar                     |
| Frankrijk           | 177,1                | 163,8                |                                  |
| Finland             | 178,6                | 165,5                |                                  |
| Finland             | 179,2                | 166,7                |                                  |
| Finland             | 181,2                | 167,0                |                                  |
| IJsland             | 178,8                | 165,6                | volwassenen                      |
| IJsland             | 179,9                | 166,7                |                                  |
| IJsland             | 181,7                | 168,7                |                                  |
| Italië              | 180,4                | 166,5                | 18-24                            |
| Italië              | 175,0                | 162,0                |                                  |
| Japan               | 168,6                | 156,0                | volwassenen                      |
| Japan               | 170,7                | 158,0                | 17 jaar                          |
| Japan               | 172,1                | 159,8                | 20 - 24 jaar                     |
| Kroatië             | 180,6                | 167,0                |                                  |
| Luxemburg           | 179,1                | 166,6                | 15 - 25 jaar                     |
| Marokko             | 180,6                | 165,0                | 21 jaar                          |
| Nederland           | 180,8                | 167,5                | 20+                              |
| Nederland           | 182,9 cm             | 169,3                | 19 jaar                          |
| Nieuw-Zeeland       | 177,0                | 165,0                | 19 - 45 jaar                     |
| Noorwegen           | 179,7                | 167,6                | 18 - 19 jaar                     |
| Oekraïne            | 176,5                | 164,5                |                                  |
| Rusland             | 175,5                | 163,5                | volwassenen                      |
| Schotland           | 176,0                | 162,3                | volwassenen                      |
| Schotland           | 179,2                | 164,5                | 25 - 34                          |
| Spanje              | 180,6                | 167,0                |                                  |
| Taiwan              | 172,75               | 160,48               | volwassenen                      |
| Tonga               | 169,4                | 158,2                | 15 - 16 jaar                     |
| Tsjechië            | 178,0                | 165,5                |                                  |
| Turkije             | 177,5                | 162,6                | 21 jaar                          |
| Verenigd Koninkrijk | 175,4                | 161,9                | volwassenen                      |
| Verenigd Koninkrijk | 177,6                | 163,7                | 16 - 24 jaar                     |
| Verenigde Staten    | 175,5                | 162,6                | volwassenen                      |
| Verenigde Staten    | 178,3                | 164,1                | 20 - 39 jaar (blanke Amerikanen) |
| Verenigde Staten    | 177,8                | 164,1                | 20 - 39 jaar (Afro-Amerikanen)   |
| Zweden              | 177,9                | 164,6                |                                  |
| Zweden              | 179,6                | 166,1                |                                  |
| Zweden              | 180,5                | 167,0                | 16 - 24 jaar                     |
| Zwitserland         | 175,4                | 164,0                |                                  |

### Records
- De langste man ooit is de Amerikaanse Robert Wadlow, die 272 cm mat.
- De langste vrouw ooit is de Chinese Zeng Jinlian, die 248 cm mat, of mogelijk Trijntje Keever waar in de 17de eeuw een lengte van 254 cm, of 9 Amsterdamse voet is vastgesteld.
- De kortste man ooit is de Nepaleese Chandra Bahadur Dangi, die 54,6 cm mat.
- De kortste vrouw ooit is de Nederlandse Pauline Musters, die 58 cm mat.

## Factoren
Groei wordt veroorzaakt door het groeihormoon dat door de hypofyse wordt afgescheiden. De meeste groei vindt plaats doordat kraakbeen wordt aangemaakt aan het uiteinde (de epifyse) van de lange botten, wat uiteindelijk resulteert in endochondrale ossificatie.
Lichaamslengte wordt geacht voor 90% erfelijk en tevens polygenetisch te zijn. De lengte van volwassenen van hetzelfde geslacht en met dezelfde etniciteit is bij benadering normaal verdeeld. Afwijkingen van meer dan 20% van het gemiddelde naar boven (gigantisme) of naar beneden (dwergisme) worden als abnormaal beschouwd. In de Verenigde Staten schrijft de Food and Drug Administration bij bepaalde afwijkingen onder het gemiddelde een HGH-behandeling voor.
Lichaamslengte is een van de onderwerpen van het nature-nurture-debat. Milieu en gezondheid spelen in ieder geval een rol evenals erfelijke factoren zoals genen, terwijl de lichaamslengte van bewoners van landen die tot de derde wereld behoren over het algemeen sterk achterblijft ten opzichte van die van bewoners van landen uit de eerste wereld. Dit is een rechtstreeks gevolg van verschillende levensstandaarden en een andere leefbaarheid van de omgeving, zaken als ondervoeding, verschillende slaappatronen en het al dan niet hoeven te verrichten van zware fysieke arbeid op jonge leeftijd. Ook de gezondheid van de moeder tijdens met name de zwangerschap speelt een belangrijke rol. Wat voor invloed de leeftijd van de moeder op de lichaamslengte van het kind heeft is niet helemaal duidelijk, maar de meeste studies wijzen erop dat er op latere leeftijd van de moeder meer kans is op een kind met een grote lichaamslengte.

## Dieren en planten
De te meten lichaamsdelen om de lichaamslengte te bepalen bij dieren en planten is afhankelijk van de groep. Bij schildpadden en slakken bijvoorbeeld wordt de lengte en hoogte van het schild gemeten. Bij zoogdieren, vogels en reptielen en amfibieën wordt de totale lichaamslengte gemeten. Bij libellen en vlinders wordt vaak de vleugelspanwijdte of vlucht als maatvoering gebruikt. Bij de planten wordt de hoogte van de plant en de doorsnede van de bladeren en bloemen vaak vermeld.
Veel dieren hebben lichaamsuitsteeksels, zoals de slurf van een olifant of de antennes van een insect. Deze worden niet meegeteld bij het bepalen van de lichaamslengte. Gewervelde lichaamsdelen, zoals de staart van een aap of van een hagedis worden wel mee gemeten.
De lichaamslengte van dieren kan op verschillende manieren worden aangegeven. De bekendste standaarden zijn de koplengte (KL), de kopromplengte (KRL), de totale lichaamslengte (TL) en de staartlengte (SL).
In andere talen worden weer andere termen gebruikt, zoals het Engelse Snout Vent Length (SVL), waarmee de lengte tussen de snuitpunt en de cloaca wordt bedoeld als bij de kopromplengte. In de Spaanse taal wordt hiervoor de term Longitud Rostro Cloaca (LRC) gebruikt.